# Трясоруков, Михаил Николаевич
Михаил Николаевич Трясоруков (род. 9 августа 1962) — российский актёр театра и кино. Заслуженный артист Российской Федерации (2000).

## Биография
В 1988 году поступил в Ленинградский институт театра, музыки и кинематографии и уже начиная с 1989 года, продолжая учёбу в институте, стал играть яркие комические роли в репертуаре театра «Буфф».
Настоящий творческий успех пришёл к Трясорукову после окончания института. С первых же дней он занял одно из ведущих мест в труппе театра, стал любимцем публики.
Активно снимается в кинофильмах и телесериалах, совмещая кинематограф с игрой в театре.
Увлекается тяжёлой атлетикой и пауэрлифтингом, имеет спортивные звания, призёр различных соревнований.
С 2019 год по 2021 год — ведущий программы «Простые решения» на канале Лен ТВ 24.

## Творчество

### Фильмография
- 1985 — Спектакль-анекдот «Клиника» — главврач
- 1990 — Бакенбарды — участник «Бивней»
- 1993 — Заповедник гоблинов (фильм — спектакль) — инопланетянин
- 1993 — Настя — Шурик
- 1996 — Страницы театральной пародии — графиня Эльвира
- 1998 — Про уродов и людей — администратор
- 1999 — Болдинская осень — милиционер
- 2000 — Империя под ударом — Александр Хрящёв, промышленник (серия «Бастард»)
- 2000 — Убойная сила — старший лейтенант
- 2000 — 2001 — Агент национальной безопасности-3 — Худолеев, водитель, работающий на мафию (серия «Рекламная пауза»)
- 2001—2002 — Крот — Володя Савельев, помощник Кузьмичёва
- 2001 — Сёстры — Костя, криминальный авторитет
- 2001 — Улицы разбитых фонарей—3 — Иван Шмыга, продюсер (серия «Звёздная болезнь»)
- 2002 — Госпожа Победа — Григорий
- 2002 — Спецназ — Жуков, помощник Лилина
- 2003 — Линии судьбы — Лебедев, продюсер
- 2003 — Особенности национальной политики — Виктор Степанович, помощник Сергея Степановича
- 2003 — Русские страшилки — особист (серия «Сиятельные кости»)
- 2003 — Спецназ—2 — Жуков, помощник Лилина (серия «Послушник»)
- 2003 — Танцор — Степанов, старший лейтенант
- 2003 — Три цвета любви —
- 2003 — Удачи тебе, сыщик! — таможенник
- 2003 — Доступ открыт — командир группы захвата
- 2004 — Бункер — Мюллер, шарфюрер СС, адъютант доктора Шенка
- 2004 — Игра on-line — водитель/бизнесмен — депутат
- 2004 — Мангуст—2 — Андрон, телохранитель (серия «Дорогой гость»)
- 2004 — Опера. Хроники убойного отдела — редактор (фильм «Халтурка»)
- 2005 — Осторожно, Задов! — Жорик, сын Тамары / Гоша
- 2005 — Братва — «Комбижирик»
- 2005 — Брежнев — прапорщик на голубятне
- 2005 — Золотая медуза — Развадовский
- 2005 — Нежная зима — Геннадий, муж беременной жены
- 2005 — Подлинная история поручика Ржевского — Харлампий
- 2005 — Решение проблем —  Ник, продюсер (серия «Суперстар»)
- 2005 — Семья — «Сопля»
- 2006 — Первый Скорый —
- 2006 — Весёлые соседи — Коля Верёвкин
- 2006 — Мечта — агент
- 2006 — Последний день актрисы Марыськиной — главный режиссёр
- 2006 — Свой-чужой (телесериал) — Филин
- 2007 — Гончие — старший лейтенант (фильм «Гонка за лидером»)
- 2007 — Группа ZETA — капитан ГИБДД
- 2007 — Закон зайца — «Ёжик»
- 2007 — Особенности национальной подлёдной ловли, или Отрыв по полной — Судаков, продавец
- 2007 — Попытка к бегству — Артём Горячев (фильм «Собачья работа»)
- 2008 — Боец. Рождение легенды — директор театра
- 2007 — 2008 — Гаишники — водитель джипа
- 2007 —  Королевство кривых зеркал — режиссер
- 2008 — ГИБДД — Кротов
- 2008 — Эра стрельца—2 — Вячеслав Семёркин, старший лейтенант
- 2008 — 2009 — Дилер — Игорь Львович
- 2009 — Банкрот
- 2009 — Летучий отряд — Александр Славин, майор МВД (фильм № 1 «Порт»)
- 2009 — Морские дьяволы—3 — Тимофеев (серия «Испытание на прочность»)
- 2009 — На открытой воде — Альберт
- 2009 — Опергруппа — Фёдор Петелин (фильм «Правила отстрела»)
- 2009 — Агент особого назначения — Константин Борисов, подполковник
- 2010 — Смерть Вазир-Мухтара — Вишняков, поручик
- 2010 — Багровый цвет снегопада — начальник концлагеря (нет в титрах)
- 2010 — Пятая группа крови — Глеб Касаткин, майор
- 2010 — Семейный дом — Вадим Трещёта
- 2010 — Служу отечеству! — Филонов
- 2010 — 2011 — Тайны следствия—9 — Андрей Баженов
- 2011 — Агент особого назначения—2 — Константин Борисов, подполковник
- 2011 — Retrum — ангел радости
- 2011 — Беглец — частный детектив
- 2011 — Дорогой мой человек — Горшков
- 2011 — Ментовские войны—6 — Леонид Трёшкин
- 2011 — ППС (телесериал)
- 2012 — Агент особого назначения—3 — Константин Борисов, подполковник
- 2012 — Военная разведка. Северный фронт — Пётр Афанасьевич Кузькин, старшина
- 2012 — Тайны следствия—11 — Андрей Баженов
- 2012 — Хвост — Иван, владелец отеля (серия «Отель „Две звезды“»)
- 2013 - Разрешите тебя поцеловать… на свадьбе - капитан Маленьких
- 2013 — Маяковский. Два дня — кинопродюсер Антик
- 2013 — Шеф—2 — Расулов, сотрудник колонии
- 2013 — Жажда — тренер Михалыч
- 2014 — Ёлки лохматые — капитан полиции
- 2015 — Снег и пепел — Мисюрка
- 2015 — Своя чужая — Николай Иванович Батурин, следователь
- 2016 — Беги! (телесериал) — Борис Львович Воронков
- 2018 — Мельник — Сергей Иванович Кузнецов, подполковник полиции
- 2018 — О чём говорят мужчины. Продолжение — кучер прогулочной кареты

### Театральные работы
- «Мандрагора» — Лигурио
- «Дон Жуан» — Сганарель
- «Женитьба по-французски, или Милейший Селимар» — Коломбо
- «Генералы в юбках» — судья
- «Любовь до гроба» — Бруно
- «Казанова в России» — Ринальди
- «Авантюристка» — Деляво
- «Блюз» — Клебер Карлье
- «Пленные духи» — Дмитрий Иванович
- «Цирк уехал, клоуны остались» — Костя
- «Коломба» — Дефурнет
- «И.о. или роман с перео-

деванием» — Бурундуков
- «Свадьба Кречинского» — Расплюев
- «Ревизор» — Земляника
- «Ландыш серебристый» — Лев Болотов

### Дубляж
- "Красотка"(2014) - Филип Стаки;
- "Тачки"(2006 - 2011) - Бусик, Эйсер, Таббс Пейсер

### Телевидение
- 1991 — Сказка за сказкой (Про то, как царевич Ярослав за огненным цветком ходил) — Соловей-разбойник, Кот-Баюн
- 2001 — Старые песни о главном. Постскриптум — портье
- 2004 — 2005 — Осторожно, Задов! — сын Тамары
- 2006 — Первый Скорый — журналист
- 2007 — Королевство кривых зеркал — режиссёр
- 2008 — Золотая рыбка — шеф-повар / закройщик / король
- 2008 — Золотой ключик — рыбак

## Награды
- 1996: Лауреат Первого открытого российского конкурса артистов эстрады в Санкт-Петербурге.
- 2000: Заслуженный артист Российской Федерации — за заслуги в области искусства[6].